# De Grote Molen (Broeksterwoude)
De Grote Molen is een poldermolen ten westen van het dorpje Broeksterwoude in de Nederlandse provincie Friesland.
De molen werd in 1887 voor het bemalen van de polder De Broek gebouwd, nadat een voorganger was afgebrand. De molen bleef tot 1943 op windkracht in bedrijf, daarna nam een elektrische pomp het werk over wel bleef de molen intact door restauraties in 1959, 1975, 1994 en 2010. Vroeger was de molen ook uitgerust met zelfzwichting, later werd weer een Oudhollands gevlucht met zeilen aangebracht. De molen is maalvaardig in een circuit gemaakt omdat door waterstaatkundige veranderingen in de polder de molen als maalwerktuig niet langer te handhaven was.
De molen voert het water op met een vijzel (waarvan de molen er tot 1934 twee had) en de roeden hebben een lengte van 22,54 meter. Een vrijwillig molenaar laat de molen zeer regelmatig malen en geeft les aan aankomende vrijwillige molenaars.